# Dolenja vas (Železniki)
Dolenja vas (Duits: Doleinawas) is een plaats in Slovenië en maakt deel uit van de gemeente Železniki in de NUTS-3-regio Gorenjska. De plaats telde 481 inwoners op 1 januari 2020.

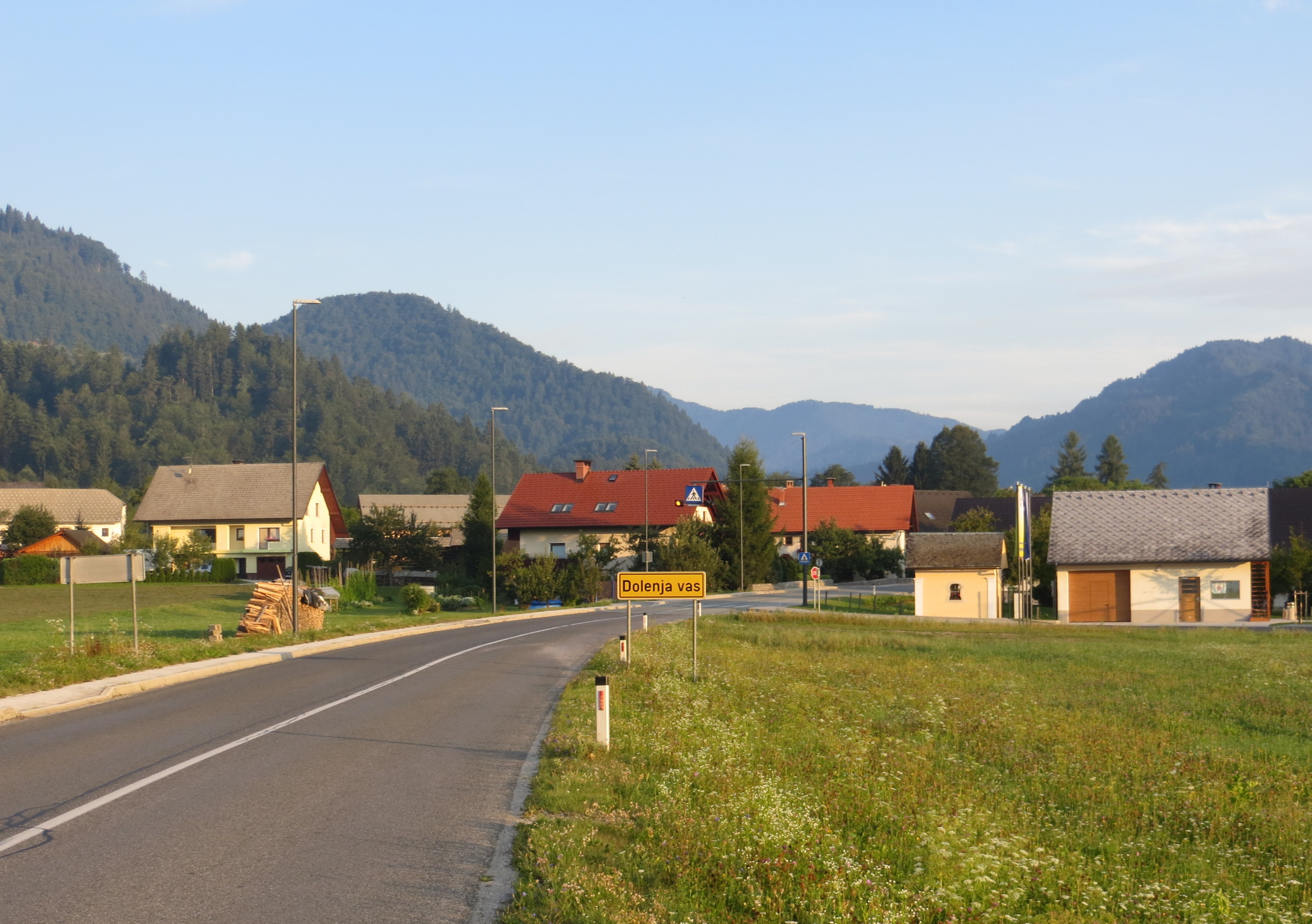
Dorpsaanzicht